# Leon Chodkiewicz
Leon Chodkiewicz (ur. 1913 w Kijowie, zm. 4 stycznia 1988 w Warszawie) – polski inżynier mechanik, nauczyciel akademicki Politechniki Warszawskiej, specjalista w zakresie budowy i konstrukcji urządzeń mechanicznych ciężkich.

## Życiorys
W 1931 ukończył warszawskie Gimnazjum im. Tadeusza Reytana, w 1934 rozpoczął roczną służbę wojskową w Wołyńskiej Szkole Podchorążych Rezerwy Artylerii. W 1935 rozpoczął studia na Wydziale Mechanicznym Politechniki Warszawskiej, naukę przerwał wybuch II wojny światowej. Uczestniczył w wojnie obronnej, podczas której dostał się do niewoli, przebywał w obozie jenieckim Woldenberg II C. Po zakończeniu działań wojennych i uwolnieniu powrócił do Warszawy i kontynuował studia, obierając jako specjalizację uzbrojenie. W 1948 przedstawił pracę dyplomową i po uzyskaniu stopnia magistra rozpoczął pracę w Instytucie Mechaniki Precyzyjnej, a następnie jako główny konstruktor przeniósł się na macierzysty wydział politechniki.
W 1954 został kierownikiem Zakładu Konstrukcji Urządzeń Mechanicznych na Wydziale Sprzętu Mechanicznego, w 1957 opublikował podręcznik pt. Broń przeciwpancerna piechoty. W 1958 został zastępcą profesora  i prodziekanem ds. dydaktycznych na Wydziale Sprzętu Mechanicznego, obie funkcje pełnił do 1961. Również od 1958 przez jedenaście lat przewodniczył Senackiej Komisji ds. Dyscyplinarnych oraz był zastępcą przewodniczącego Senackiej Komisji ds. Wychowawczych dla studentów Politechniki Warszawskiej. Od 1966 był prodziekanem ds. dydaktycznych Wydziału Mechaniczno-Technologicznego, a od 1969 dziekanem tego wydziału. W 1970 poza pracą na uczelni objął stanowisko dyrektora Instytutu Budowy Sprzętu Mechanicznego, rok później otrzymał tytuł profesora nadzwyczajnego.
Leon Chodkiewicz zasiadał w komisji Ministra Nauki i Szkolnictwa Wyższego ds. Reformy Wyższych Studiów Technicznych, był stałym konsultantem w Wojskowym Instytucie Uzbrojenia w Zielonce oraz w Ośrodku Badawczo-Rozwojowym Zakładów Metalowych w Tarnowie, zasiadał w wielu komitetach i radach naukowych. W 1977 rozpoczął pracę nad unikalnym dwutomowym skryptem pt. Podstawy budowy dział, który został opublikowany w 1982. Rok później przeszedł w stan spoczynku. Pochowany na Cmentarzu Wojskowym na Powązkach w Warszawie (kwatera K-1-63).

## Odznaczenia
- Złoty Krzyż Zasługi,
- Krzyż Kawalerski Orderu Odrodzenia Polski,
- Krzyż Srebrny Virtuti Militari,
- Medal „Za Zasługi dla Obronności Kraju”,
- Złota Odznaka „Zasłużony dla Politechniki Warszawskiej”.